# Monumentalna os
Monumentalna os (portugalsko Eixo Monumental) je osrednja in glavna avenija v zasnovi mesta Brasília. Avenija se začne pri stavbi Nacionalnega kongresa Brazilije in velja za del ceste DF-002. Njen prvi del je znan kot Esplanada ministrstev (Esplanada dos Ministérios), saj je obkrožena s stavbami ministrstev. Številne pomembne vladne stavbe in spomeniki so na Monimentalni osi.
Dolga je 16 kilometrov, začne se pri Rodoferroviária de Brasília in konča pri Praça dos Três Poderes. Ustvaril jo je Lúcio Costa med gradnjo Plano Piloto v Brasílii, ki se povezuje z osjo ceste (portugalsko Eixo Rodoviário) na avtobusni postaji Pilot Plan.
Pogosta urbana legenda vztraja, da je Monumentalna os najširša cesta na svetu, kjer »lahko [100 do 160] avtomobilov vozi drug ob drugem«. To ni res, saj je cesta sestavljena iz dveh avenij s šestimi pasovi na obeh straneh; skupaj dvanajst pasov. Vendar je bila ulica v Guinnessovi knjigi rekordov uvrščena kot najširši sredinski pas avtoceste na svetu. 21. aprila 2008, leto preden so se formalno razšli, je mehiška pop skupina RBD izvedla brezplačen koncert pred 500.000-glavo množico na Monumental Axis med turnejo Empezar Desde Cero Tour 2008. Predstava je bila namenjena praznovanju 48. obletnice. ustanovitve Brasílie. Posneta je bila in izdana na DVD-ju z naslovom Live in Brasilia. Množica prisotnih je bila največja, za katero je skupina nastopila.

## Glavne točke na Monumentalni osi
| Slika | Lokacija                                                                                        |
| ----- | ----------------------------------------------------------------------------------------------- |
|       | Stolnica v Brasilii Catedral Metropolitana Nossa Senhora Aparecida                              |
|       | Kulturni kompleks republike Complexo Cultural da República (Narodni muzej in Narodna knjižnica) |
|       | Esplanada ministrstev Esplanada dos Ministérios                                                 |
|       | Palača Itamaraty Ministério das Relações Exteriores (Ministrstvo za zunanje odnose)             |
|       | Palača nacionalnega kongresa Brazilije Congresso Nacional                                       |
|       | Vrhovno zvezno sodišče Supremo Tribunal Federal or STF                                          |
|       | Tancredo Neves Pantheon domovine in svobode] Panteão da Pátria e da Liberdade                   |
|       | JK Memorial Memorial JK                                                                         |
|       | Brasilia TV Tower Torre de TV de Brasília                                                       |
|       | Praça dos Três Poderes                                                                          |
|       | Palácio do Planalto (Predsedniški urad)                                                         |
|       | Pravosodna palača Palácio da Justiça (Ministrstvo za pravosodje)                                |

## Predlogi za območje

### Kulturni kompleks republike
V kompleksu, ki ga trenutno sestavljata dve stavbi, Narodni muzej in Narodna knjižnica, je predvidena izgradnja simfonične koncertne dvorane, operne hiše, avditorija za komorno glasbo in morda še dveh kulturnih stavb. Vendar je bilo do danes sprejetih nekaj pobud za dokončanje kompleksa.